# Opatowiec (gemeente)
De gemeente Opatowiec is een landgemeente in het Poolse woiwodschap Święty Krzyż, in powiat Kazimierski.
De zetel van de gemeente is in Opatowiec.
Op 30 juni 2004 telde de gemeente 3669 inwoners.

## Oppervlakte gegevens
In 2002 bedroeg de totale oppervlakte van gemeente Opatowiec 68,41 km², waarvan:
- agrarisch gebied: 83%
- bossen: 9%

De gemeente beslaat 16,19% van de totale oppervlakte van de powiat.

## Demografie
Stand op 30 juni 2004:
| Omschrijving                   | Totaal | Totaal | Vrouwen | Vrouwen | Mannen | Mannen |
| ------------------------------ | ------ | ------ | ------- | ------- | ------ | ------ |
| eenheid                        | aantal | %      | aantal  | %       | aantal | %      |
| inwoners                       | 3669   | 100    | 1867    | 50,9    | 1802   | 49,1   |
| bevolkingsdichtheid (inw./km²) | 53,6   | 53,6   | 27,3    | 27,3    | 26,3   | 26,3   |

In 2002 bedroeg het gemiddelde inkomen per inwoner 1257,64 zł.

## Aangrenzende gemeenten
Bejsce, Czarnocin, Gręboszów, Kazimierza Wielka, Koszyce, Nowy Korczyn, Wietrzychowice, Wiślica
- Library of Congress Control Number: n2003044978
- Nationale Bibliotheek van Israël: 987007489577005171
- Virtual International Authority File: 159642672